# Usina Henry Borden

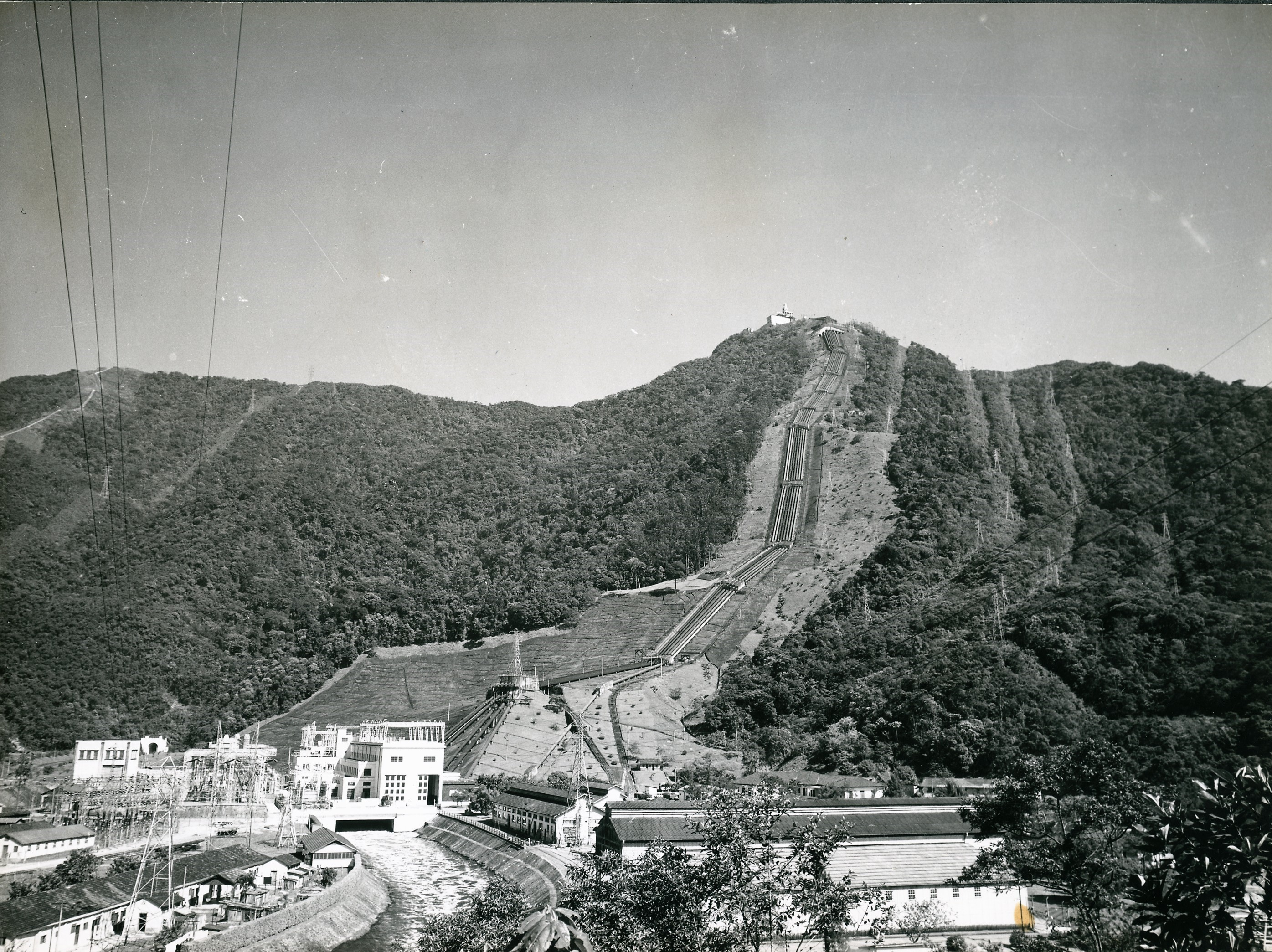
Em 1966.

A Usina Hidrelétrica Henry Borden é um complexo localizado no sopé da Serra do Mar em Cubatão, composto por duas usinas de alta queda (720 m) denominadas de Externa e Subterrânea, com 14 grupos de geradores acionados por turbinas Pelton (turbina essa específica para altas quedas perfazendo uma capacidade instalada de 889 MW, para uma vazão de 157m³/s).
O fornecimento de água é feito mudando o curso natural das águas da bacia do alto Tietê, que corre para o interior, para descer a Serra do Mar. As águas do Rio Pinheiros na cidade de São Paulo são bombeadas para a Represa Billings, que por sua vez transfere as águas para a Represa Rio das Pedras (o reservatório da usina), descendo as águas por túneis abertos na serra até a usina em Cubatão.

## Características

### Usina externa
A mais antiga das usinas possui oito condutos forçados externos e uma casa de força convencional. A primeira unidade foi inaugurada em 1926, as demais instaladas até 1950, num total de oito grupo geradores, com capacidade instalada de 469 MW.
Cada gerador é movido por duas turbinas tipo Pelton, acionadas pelas águas conduzidas do Reservatório do Rio das Pedras que atingem a Casa de Válvulas onde, após passarem por duas válvulas borboletas através de condutos forçados, descem a encosta atingindo as suas respectivas turbinas, perfazendo uma distância de aproximadamente 1.500 m.

### Usina subterrânea
A usina é composta de seis grupos geradores, instalados no interior do maciço rochoso da Serra do Mar, em uma caverna de 120 m de comprimento, 21 m de largura e 39 m de altura, cuja capacidade instalada é de 420 MW.
O primeiro grupo gerador entrou em operação em 1956. Cada gerador é movido por uma turbina Pelton acionada por quatro jatos d'água.

## Restrições de operação
Desde outubro de 1992, a operação desse sistema vem atendendo às condições estabelecidas na Resolução Conjunta SMA/SES 03/92, de 04/10/92, atualizada pela Resolução SMA-SSE-02, de 19/02/2010, que só permite o bombeamento das águas do Rio Pinheiros para o Reservatório Billings para controle de cheias, reduzindo em 75% aproximadamente a energia produzida em Henry Borden.
Ou seja, há décadas a usina produz muito menos que sua capacidade máxima, ou apenas 200 MW, por razões ecológicas: reduzir o acumulo de poluição na Represa Billings, direcionando o fluxo da água e a poluição em direção ao interior do estado.

## Escassez de água na cidade de São Paulo
A Represa Billings também atende ao fornecimento de água a cidade de São Paulo e como o período de funcionamento da usina Henry Borden coincide com o período de seca dos reservatórios, o uso da água para fornecimento de energia é, atualmente, posto em xeque e visto como pouco eficiente.